# Université Hasanuddin
L'Université Hasanuddin (indonésien : Universitas Hasanuddin), abrégé en Unhas, est une université d'État autonome d'Indonésie, située à Makassar, Sulawesi du Sud, en Indonésie. L'Unhas a été créée le 10 septembre 1956 et nommée d'après le sultan Hasanuddin, un ancien roi du royaume de Gowa.

## Histoire
L'histoire de l'université Hasanuddin a commencé à Makassar en 1947 dans le cadre de la Faculté d'économie de l'université d'Indonésie sur base du décret du lieutenant-gouverneur général du gouvernement des Indes néerlandaises numéro 127 en date du 23 juillet 1947, qui, au cours des premières années, avait des facultés dispersées à travers l'archipel.
En raison de l'incertitude et du chaos à Makassar et ses environs, la faculté qui était auparavant dirigée par L.A. Enthoven a été suspendue puis rouverte en tant que branche de la faculté d'économie de l'université d'Indonésie le 7 octobre, sous la direction de G.H.M. Riekerk. Elle fut ensuite dirigée par G.J. Wolhoff et son secrétaire Muhammad Baga à partir du 1er septembre 1956, jusqu'à l'inauguration de l'université Hasanuddin le 10 septembre 1956.
Au cours des 60 années suivantes, il a développé une gamme de facultés et de programmes d'études. En 2016, elle a grimpé dans la liste des 12 meilleures universités d'Indonésie, à la 8e place. En 2017, l'université Hasanuddin est devenue l'une des nombreuses universités autonomes, libérée de la nécessité de demander l'approbation du ministère pour les opérations de base et les questions budgétaires. Elle reste jusqu'à présent une université publique.

## Structure
L'université compte 14 facultés pour les programmes de premier cycle :
- Faculté des sciences économiques et commerciales [3] ;
- Faculté de droit [4] ;
- Faculté de médecine [5] ;
- Faculté de génie [6] ;
- Faculté des sciences sociales et politiques [7] ;
- Faculté des sciences culturelles [8] ;
- Faculté d'agriculture [9] ;
- Faculté de mathématiques et sciences naturelles [10] ;
- Faculté d'élevage [11] ;
- Faculté de médecine dentaire [12] ;
- Faculté de santé publique [13] ;
- Faculté des sciences marines et de la pêche [14] ;
- Faculté de foresterie [15] ;
- Faculté de pharmacie [16].

Elle compte de nombreux programmes de second cycle.